# Gollenberg (Naturschutzgebiet)
Koordinaten: 52° 44′ 43″ N, 12° 23′ 41″ O
Das Naturschutzgebiet Gollenberg liegt im Landkreis Havelland in Brandenburg.
Das im Naturpark Westhavelland gelegene Naturschutzgebiet, in dem sich der 109 Meter hohe Gollenberg erhebt, erstreckt sich südöstlich von Stölln, einem Ortsteil der Gemeinde Gollenberg. Am nördlichen Rand des Gebietes verläuft die Landesstraße L 17, westlich erstrecken sich die bis zu 110 Meter hohen Rhinower Berge, südlich liegt der Flugplatz Stölln/Rhinow.

## Bedeutung
Das etwa 58 ha große Gebiet wurde mit Verordnung vom 27. Februar 1996 mit der Kennung 1093 unter Naturschutz gestellt.